# Klépierre
Klépierre est une entreprise spécialisée dans les centres commerciaux, avec un portefeuille évalué à 19,9 milliards d’euros fin 2024.
Elle a pour principaux actionnaires en 2024, Simon Property Group et APG, fonds de pension basé aux Pays-Bas. Klépierre est une Société d’investissement immobilier cotée (SIIC), cotée sur Euronext Paris et membre du CAC 40 ESG.

## Histoire
Klépierre est née fin 1990 de la scission de Locabail-Immobilier, filiale de la banque Paribas. 
En 2000, Klépierre signe un accord avec le groupe Carrefour portant sur l'acquisition de 167 galeries commerciales en Europe. En février 2000, Klépierre annonce l'acquisition de 35 % de Devimo, entreprise gestionnaire de centres commerciaux en Belgique.  En 2001, Klépierre annonce réaliser une augmentation de capital de 225 millions d'euros. En 2002, le groupe se renforce en Italie avec l'acquisition de 11 galeries Carrefour.
En 2003, Klépierre opte pour le statut fiscal des Sociétés d'investissement immobilier cotées (SIIC).
En 2004, Klépierre poursuit son développement avec l'achat de 12 centres en Hongrie. En 2005, Klépierre reprend quatre centres commerciaux en Pologne, ayant une surface de 98 240 m2. Le groupe investit également dans des projets de quatre centres commerciaux (deux en Pologne et deux en République tchèque).
Le 16 avril 2014, Klépierre finalise la cession de 127 galeries marchandes à Carrefour et à des investisseurs institutionnels, à la suite de l’annonce de l’opération en décembre 2013. 
Le 28 juillet 2008, Klépierre acquiert, aux côtés du fonds néerlandais ABP, Steen & Strøm, la première foncière intégrée de centres commerciaux en Scandinavie, pour 2,7 milliards d’euros.
En mars 2012, BNP Paribas cède 28,7 % du capital à la société Simon Property Group. La même année, Klépierre inaugure St.Lazare Paris, l'espace commercial de la gare Saint-Lazare. Au mois d’octobre, la foncière ouvre Emporia à Malmö. 
Le 29 juillet 2014, Klépierre annonce une offre publique d’échange sur la société néerlandaise Corio, afin de créer un nouveau leader européen des centres commerciaux avec un patrimoine combiné composé de 182 centres commerciaux et évalué à 21 milliards d’euros. Le 31 mars 2015, Klépierre fusionne avec Corio. 
En mars 2015, Klépierre acquiert le centre commercial Plenilunio à Madrid, où la société détient déjà les centres commerciaux La Gavia et Principe Pio. En juin, Klépierre vend 9 centres commerciaux aux Pays-Bas pour 770 millions d'euros à l'entreprise foncière néerlandaise Wereldhave. En décembre, Klépierre fait l’acquisition du centre commercial Oslo City, situé à proximité immédiate de Bjorvika, le nouveau quartier d'affaires de la capitale norvégienne, et de Karl Johans gate, sa principale rue piétonne commerçante.  
En novembre 2015, BNP Paribas sort du capital de Klépierre en cédant sa participation résiduelle de 6,5 %. Le 21 décembre 2015, Klépierre fait son entrée au sein de l’indice CAC 40, remplaçant EDF, et en ressort en 2016. 
Le 7 novembre 2016, Jean-Marc Jestin succède à Laurent Morel en tant que président du directoire.

## Actionnaires
Au 5 août 2021.
| Nom                               | %      |
| Simon Property Group              | 22,00% |
| APG Asset Management (d)          | 6,08%  |
| Norges Bank Investment Management | 5,08%  |
| Klépierre (auto-détention)        | 5,07%  |
| BlackRock Advisors                | 2,10%  |
| The Vanguard Group                | 1,96%  |
| Cohen & Steers Capital Management | 1,60%  |
| BlackRock Fund Advisors           | 1,31%  |
| BNP Paribas Asset Management      | 1,12%  |
| BlackRock Asset Management        | 1,03%  |

## Activité de lobbying en France
Klépierre Management déclare à la Haute Autorité pour la transparence de la vie publique exercer des activités de lobbying en France pour un montant qui n'excède pas 75 000 euros sur l'année 2018.